# Henry Roper-Curzon (18e baron Teynham)
Henry John Philip Sidney Roper-Curzon, 18e baron de Teynham (1867-1936), un soldat et homme d'affaires anglais.

## Biographie
Henry Roper-Curzon est né le 27 mai 1867 et décédé en 1936. Il est le fils de Henry George Roper-Curzon, 17e baron Teynham, de son mariage avec Harriet Anne Lovell Heathcote, fille du révérend. Thomas Heathcote, de Shaw Hill House, Wiltshire . Il étudie au Collège d'Eton, puis au Collège militaire royal de Sandhurst.
À la mort de son père en 1892, Roper-Curzon hérite de sa pairie. Il est officier dans le Royal East Kent Yeomanry comme sous-lieutenant le 14 mars 1900. Il passe au Buffs (Royal East Kent Regiment), participant au service actif outre-mer pendant la Première Guerre mondiale, s'élevant au grade de major. Il est nommé Chevalier de la Légion d'honneur française et sert plus tard comme juge de paix et lieutenant adjoint pour le Kent, où il vit à Lynsted Lodge, près de Sittingbourne .
Le 26 juin 1895, Lord Teynham épouse Mabel Wilkinson, fille du colonel Henry Green Wilkinson (1822-1894), de Pannington Hall, et ils ont deux fils, Christopher John Henry Roper-Curzon, plus tard le 19e baron Teynham (1896-1972) et Ralph Henry Roper-Curzon (né en 1899) .
En 1927, Lord Teynham est domicilié au 8, Hertford Street, Westminster, W1, et est président de Glebofi Grosny Petroleum Company Ltd, Kuranti Syndicate Ltd, Peacehaven Estates et Peacehaven Water Company, et administrateur de Fanti Consolidated Investment Company .
Lord Teynham est mort en 1936 et est remplacé par son fils aîné, Christopher Roper-Curzon, un officier de la Royal Navy .